# عبد القادر محمد عبد الله سمنتر
عبد القادر محمد عبد الله سمنتر (بالصومالية: Cabdulqaadir Maxamed cabdullaahi)‏ عالم مسلم وداعية صومالي مؤسس جامعة شرق إفريقيا في مدينة بوصاصو في الصومال. حاصل على شهادة الدكتوراة في العقيدة من جامعة أم القرى.

## مولده ونشأته
ولد في مدينة جالكعيو بوسط الصومال عام 1949 وعاش في بلدة أيل. توفي والده عندما كان يبلغ عامين من العمر، ورحل إلى العاصمة الصومالية مقديشو حيث بدأ طلب العلم في السادسة عشرة من عمره، ودرس التمريض وعمل ممرضًا لفترة.

## نشاطه الدعوي
نشط في الدعوة في شبابه مع عدد من زملاء الطلبة في حلقة الشيخ محمد معلم العلمية، وكان من مؤسسي جماعة الأهل في الصومال عام 1973 التي كانت تدعو إلى العمل بالكتاب والسنة بشكل سري خوفًا من ملاحقة النظام العسكري بقيادة الرئيس الصومالي محمد سياد بري. وبعد قيام النظام بإعدام عدد من العلماء، اضطر عدد من الدعاة من ضمنهم الشيخ عبد القادر إلى الهجرة، فسافر إلى كينيا ومنها إلى السعودية.
كان من مؤسسي حركة الاتحاد الإسلامي عام 1984 حسبما أكد زعيم الحركة حسن أويس في مقابلة يوم وفاة الشيخ عبدالقادر. وشارك في تأسيس جماعة الاعتصام بالكتاب والسنة في الصومال عام 1996. عمل في الدعوة بعد عودته إلى الصومال عام 1999 وحتى وفاته عام 2009. أثناء تقلده منصب المدير التنفيذي لجامعة شرق إفريقيا أصدر قرارًا بفتح معاهد شرعية تابعة للجامعة أبرزها «معهد ابن حجر العسقلاني» في بوصاصو.

## الحياة التعليمية
بعد تخرجه من الثانوية عام 1974 التحق بالحلقات العلمية ودرس على يد علماء كبار، وانضم لتيار الصحوة الإسلامية في وقت مبكر ما أدى إلى تضيق النظام العسكري بقيادة الرئيس الصومالي سياد بري على تحركات شباب الصحوة، فرحل إلى المملكة العربية السعودية، حيث درس البكالوريوس في كلية الشريعة قسم الدعوة بجامعة أم القرى عام 1977، وأتبعها بالماجستير في الجامعة نفسها وتخرج منها عام 1989، ثم درس الدكتوراة في الجامعة نفسها وتخرج منها عام 1998.

### شيوخه
درس على يد عدد كبير من العلماء والمشايخ أبرزهم:
- عبد العزيز بن باز
- محمد بن صالح العثيمين
- السيد سابق
- محمد قطب
- محمد الغزالي
- محمد متولي الشعراوي
- محمد علي الصابوني

وكان من أبرز زملاؤه في الدراسة: سفر الحوالي وأحمد حاج عبد الرحمن.

## مؤلفاته
- موقف شيخ الإسلام ابن تيمية من الكرامية في الإلهيات.[13] - رسالة ماجستير بإشراف الدكتور علي بن نفيع العلياني.
- الانحرافات العقدية في المجتمع الصومالي.[14] - رسالة الدكتوراة بإشراف الدكتور علي بن نفيع العلياني.

## جامعة شرق إفريقيا
في عام 1999 رحل الدكتور عبدالقادر محمد عبدالله إلى مدينة بوصاصو في الصومال، حيث أسس رفقة عدد من الشيوخ والعلماء جامعة شرق افريقيا وشغل منصب رئيس الجامعة حتى عام 2008، كما درّس العقيدة في الجامعة أثناء وبعد رئاسته لإدارة الجامعة.

## مرضه ووفاته
عانى من المرض في آخر حياته وخضع للعديد من العمليات الجراحية، واشتد به المرض في عام 2009 ما استدعى نقله إلى المملكة العربية السعودية، لكن تعذر ذلك بعد تشخيصه بمرض تشمع الكبد، وطلب الأطباء نقله إلى ألمانيا، وصل إلى جيبوتي في 15 أكتوبر 2009 حيث تم تمريضه في آخر أيام حياته وتوفي هناك في 18 أكتوبر 2009.

## رثاء
كتب الدكتور أبوبكر محمد معلم حسن مرثية في حقه:

## قيل عنه
«عندما كان يريد الرئيس سياد بري قتل الشباب الذين كانوا ينشرون الدعوة في الصومال، وبلغنا الخبر عقدنا العزم على بذل أقصى ما في وسعنا من جهود للحيلولة دون تنفيذ الحكم، فذهب الشيخ عبد القادر – رحمه الله – وأحمد ماح إلى سماحة الشيخ ابن باز بينما ذهبت أنا ويوسف محمد علي إلى الشيخ عبد الله ناحيف، وكان عضوًا في رابطة العالم الإسلامي، وكان ذهاب الشيخ عبد القادر والشيخ أحمد ماح في هدأة الليل متوجهين إلى ابن باز – رحمه الله – وأبلغاه الفاجعة المتوقعة ووقعها الشديد علي النفوس، فما كان من الشيخ ابن باز – رحمه الله – إلا أن هبّ إلى الأمير عبد الله بن عبد العزيز – وكان أميرًا في ذلك الحين – فقام الأمير عبد الله بن عبد العزيز بالتحدث إلى الدولة الصومالية في شأن الشباب، وتمّت الوساطة بكل خير، حيث تمّ الإفراج عن المعتقلين، وفيما نحن عند الشيخ عبد الله ناحيف كان الشيخ عبد القادر – رحمه الله-  أول من أخبرنا بأن القضية انتهت وحلت، وقد كان للشيخ عبد العزيز ابن باز الفضل في حلّ هذه القضية بعد فضل الله، والرجلان اللذان كلما ابن باز – رحمه الله – كانا الشيخ عبد القادر وأحمد ماح، جعلها الله في ميزان حسناتهم»--الدكتور أحمد حاج عبد الرحمن

«عرفت الشيخ عبد القادر عام 1978، وكان في ذلك الوقت طالبًا في جامعة أم القرى في مكة المكرمة، كان طالبًا مجتهدًا محبوبًا بين الطلبة، كان كريمًا عُرف بلين الكلام، وكان الشيخ رحمه الله يستقبل الناس بوجه طلق، وكان بيته مفتوحًا للناس أجمعين، لقد نزلنا في بيته أنا وعبد الله علي حاشى، فاستقبلنا خير استقبال، فقد كنا في بيته المدة التي أقمنا فيها بالسعودية، وكان يخدمنا فيما نحتاجه، لم يكن متكبرًا، بل كان صبورًا عابدًا، تقيًا، داعيًا إلى الله ولا يخاف في الله لومة لائم، كان متدينًا ملتزمًا بكتاب الله وسنته، وكان يقرأ القرآن بشكل دائم، وكان يقوم الليل ويصلي»--الشيخ طاهر أو عبد

«عرفت الشيخ عبد القادر عام 1986م في السعودية، وكنت أردت العمرة، وكان بيته في السعودية مركزًا لجميع الصوماليين مضيافًا كريمًا، يتمتع بخلق كريم، يخدم الحجاج والطلبة، كان ذا حياء يتمتع بصفات حميدة»--الشيخ عبد الناصر حاج أحمد

«تعرفت عليه أثناء بداية الصحوة الإسلامية الأولى، وكان الدكتور عبد القادر محمد عبد الله مخلصًا في عمله، كثير الجديّة، محبوبًا لدى الإخوة في الدين، كان يبذل كل جهده ووسعه وخدمته في الدين وأهله، ولقد أفنى شبابه في نشر الدعوة السلفية منذ بداية الصحوة الإسلامية في الصومال إلى آخر حياته»--الشيخ عبد القادر نور فارح.

## معرض صور

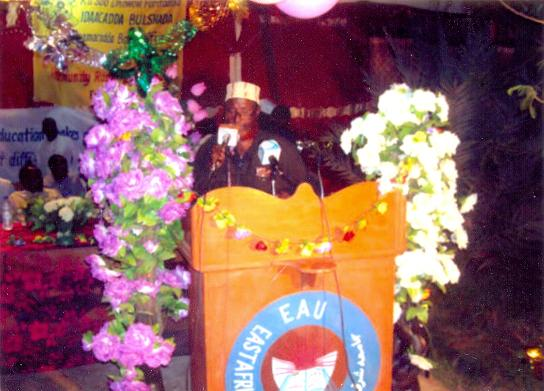
أثناء كلمة له في حفل تخرج في جامعة شرق إفريقيا
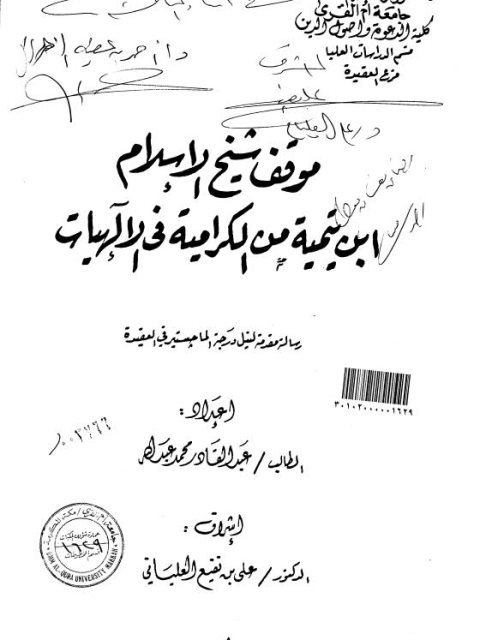
موقف شيخ الإسلام ابن تيمية من الكرامية في الإلهيات